# Handschrift 236
Handschrift 236 (3 E 13) is een 15e-eeuws manuscript waarvan Epistola ad nepotem suum Wilh. Vriman (de passione Domini) (fol.1-27) van Jan van Schoonhoven de eerste titel is. Tevens zijn andere werken inbegrepen in de band. De band is afkomstig van het kartuizerklooster Nieuwlicht te Utrecht. Alle werken zijn geschreven door Lambert Klaasz. Graeff van Amsterdam in het Latijn in het lettertype gotische littera hybrida.
Tegenwoordig wordt Hs. 236 (3 E 13) bewaard in de Universiteitsbibliotheek Utrecht. Het is te citeren als: Universiteitsbibliotheek Utrecht Hs. 236 (3 E 13).

## Inhoud
Jan van Schoonhoven, Epistola ad napotem suum Wilh. Vriman (de passione Domini) (fol. 1-27)
Henricus de Hassia, Tractatus de proprietariis monachis et monialibus (fol. 28-34)
Speculum, ‘Sive Stimulus poenitentia’ (fol. 35-46) 
(Jacobus de Gruytrode de s. Clusa), Speculum sacerdotum (fol. 47-57r)
(Jacobus de Gruytrode de s. Clusa), Speculum secularium et hujus mundi amatorum (fol. 57v-81r)
Dionysius Carthusiensis, Speculum conversionis peccatorum (fol. 82r-103v)
Tractatus de arte praedicandi (fol. 106-113r)
Sint Augustinus, Tractatus de ovibus (fol. 114-128v)

## Omschrijving
De acht werken zijn alle geschreven in twee kolommen van elk 35 regels. In de regels is een sobere rubricatie aangebracht. De initialen zijn blauw ingevuld. Sommige teksten worden zonder rubricatie afgesloten of met het gerubriceerde woord ‘amen’. De afsluiting van de Speculum conversionis peccatorum is de gerubriceerde tekst ‘finis est – Deo gratias – Amen’ omgeven door drie rode kruizen en vier bloemmotieven.  De afsluitende tekst van de Tractatus de arte praedicandi is volledig gerubriceerde ‘Orate p[ro] scriptore’ zonder dat het woord ‘amen’ gebruikt wordt.
Op fol. 84r is duidelijk te zien dat elke titel begint met een gerubriceerd lipje. Deze perkamenten lipjes dienen als bladwijzer of klavier, opdat elke titel eenvoudig te vinden is door de lezer van de band.

## Geschiedenis

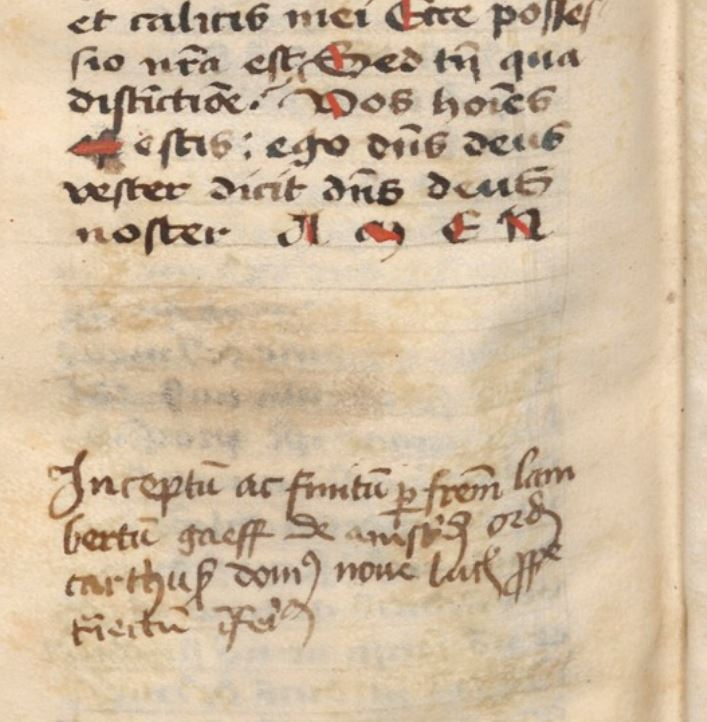
Inceptum ac finitum per fratrem Lambertum Graeff de Amsterdam ord. carthus. domus novae lucis prope Trajectum inferius op fol. 128v.

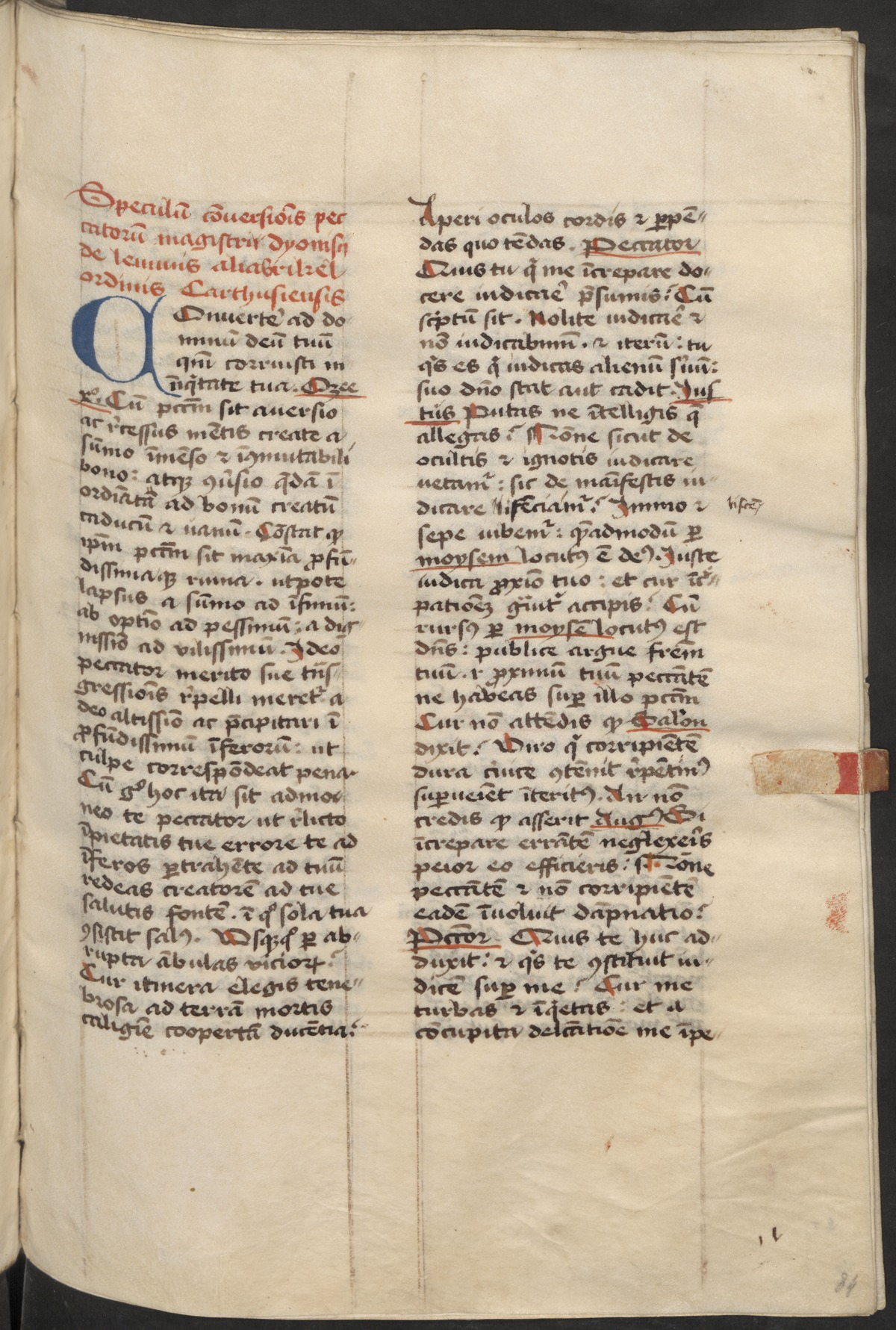
Blauw ingevulde initiaal en een gerubriceerde bladwijzer op fol. 84r.

De kopiist maakt op fol. 128v zijn identiteit bekend: Inceptum ac finitum per fratrem Lambertum Graeff de Amsterdam ord. carthus. domus novae lucis prope Trajectum inferius.  Hij is de kartuizermonnik Lambert Klaasz. Graeff van Amsterdam die van 26 oktober 1504 tot zijn overlijden op 7 juni 1505 het klooster van Nieuwlicht bestuurd heeft.  De band bevat het stempel uit de periode 1462-1510 van Nieuwlicht. De aardbol met kruis in een cirkel, een zespuntige ster in een cirkel en een klein sterretje.  Op basis van de gegevens over de auteur en het stempel is de band vervaardigd tussen 1462 en het overlijden van Lambert Graeff op 7 juni 1505.  Over de eerste titel van Jan van Schoonhoven is vrijwel zeker te weten dat hij zijn brief De passione Domini schreef in zijn noviciaat omstreeks 1407. Jan is later een Augustijner koorheer van de priorij Groenendaal geworden. Zijn neef, oomzegger, Willem Vriman was regulier kannunink in het klooster Nieuwlicht.  Willem is gestorven op 24 oktober 1456 in Nieuwlicht.
De co-auteurs zijn respectievelijk in 1397, 1475, 1471 en 430 overleden.

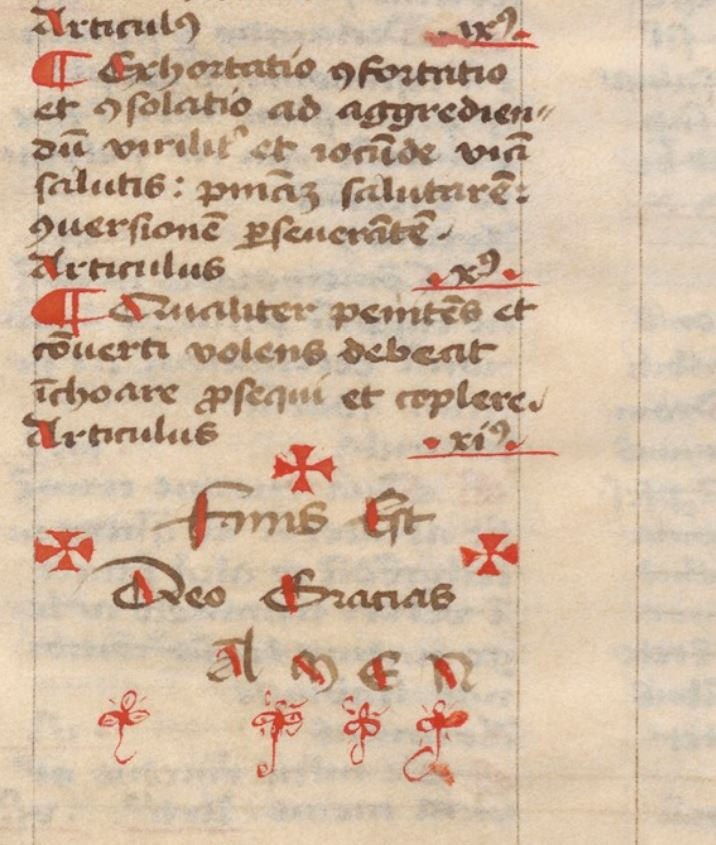
De afsluiting van Speculum conversionis peccatorum omgeven door drie rode kruizen en vier bloemmotieven op fol. 105v.